# EN 452/453 (Paris–Moskau)
Der EN 452/453 war ein internationaler Fernverkehrs-Personenzug der Zuggattung Euronight, kurz EN. Das Zugpaar wurde von der Russischen Staatsbahn betrieben und verband zwischen Dezember 2011 und März 2020 den Belarussischen Bahnhof in Moskau mit dem Bahnhof Paris-Est. Seit März 2020 ist das Zugpaar zunächst aufgrund der COVID-19-Pandemie und anschließend aufgrund des russischen Überfalls auf die Ukraine ausgesetzt.
Zuvor bestand über mehrere Jahrzehnte bis zum Sommerfahrplanwechsel 1994 eine Nachtzugverbindung Paris–Moskau in Form des D 240/241, Ost-West-Express. Ab Sommer 1994 verkehrte dieser nur noch zwischen Brüssel und Moskau, ehe die Verbindung zum Sommerfahrplan 1998 eingestellt wurde. In den Folgejahren bestanden Kurswagenverbindungen zwischen Brüssel bzw. Köln und Moskau über Warschau.

## Verbindung
Mit einem Laufweg von 3159 Kilometern handelte es sich um einen der längsten Zugläufe in Europa. Die planmäßige Fahrzeit betrug etwa 39 Stunden. In Brest-Zentralny wurden die Drehgestelle der Personenwagen für den Übergang zwischen der russischen Breit- und der Regelspur gewechselt.
Der Zug verließ Moskau dienstags um 18:17 Uhr und kam am Donnerstag um 9:40 Uhr in Paris an. Am Donnerstag begann die Rückfahrt um 18:58 Uhr und der Zielbahnhof wurde am Samstag um 11:44 Uhr erreicht. In Russland und Belarus trug das Zugpaar die Zugnummern 23/24.

## Verlauf
Der Zug passierte Russland, Belarus, Polen, Deutschland und Frankreich. Er fuhr vom Belarussischen Bahnhof in Moskau über Smolensk, Minsk-Passaschyrski, Brest-Zentralny, Warszawa Centralna, Berlin Hauptbahnhof, Frankfurt (Main) Süd und Saarbrücken Hbf zum Zielbahnhof Paris-Est. Bis Dezember 2019 verkehrte der Zug über Karlsruhe Hbf und Strasbourg; danach führte der Laufweg stattdessen über Saarbrücken.